# Rivière, Indre-et-Loire

Rivière este o comună în departamentul Indre-et-Loire, Franța. În 1 ianuarie 2022 avea o populație de 700 de locuitori.